# Entreprise Agache
Pour les articles homonymes, voir Agache.

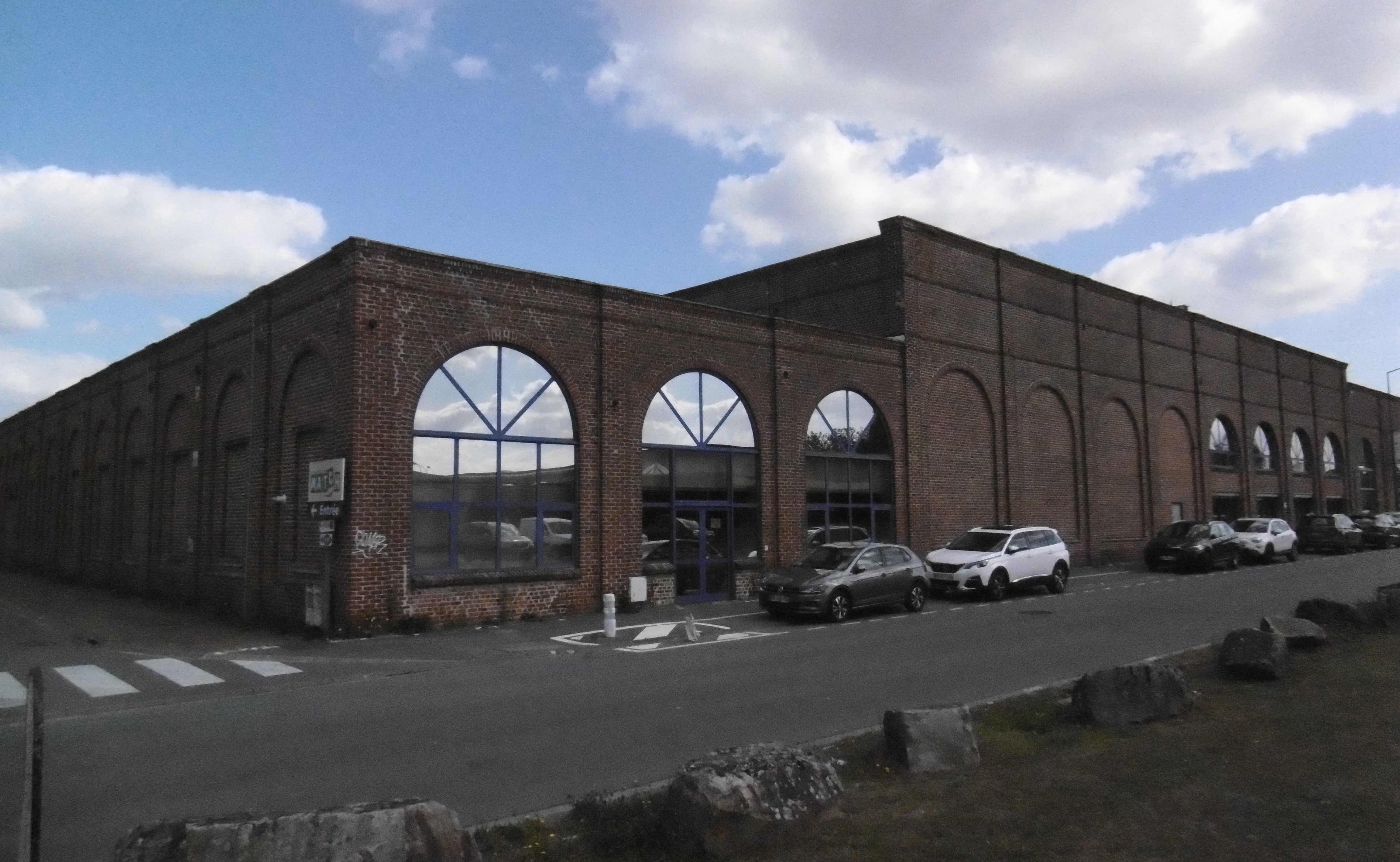
Ancienne usine Agache de Pérenchies en 2019

L'entreprise Agache fondée au début du XIXe siècle comportant principalement des filatures de lin dont l’activité industrielle a cessé en 1990 est à l’origine de la Financière Agache devenue la société holding d’industries du luxe françaises. 

## Histoire
L'entreprise est fondée par Donat Agache (1805-1857), fils d’un cultivateur, qui établit en 1824 un négoce de lin puis en 1828 une filature rue du Croquet à Lille dans le quartier Saint-Sauveur en s’associant avec Florentin Droulers.
Agache et Droulers achètent en 1849 à Julien Le Blan une filature de lin à Pérenchies  en déconfiture à la suite de la crise économique de 1848. L’activité est développée par leurs fils  Édouard Agache et Charles Droulers jusqu'à leur séparation amiable, Édouard Agache conservant l’usine de Pérenchies, Charles Droulers celle de Lille.
Édouard Agache qui épouse en 1872 Lucie, une des filles de l’industriel Frédéric Kuhlmann, succède à la direction de l’entreprise chimique à la mort de son beau-père.
Les usines Agache de Pérenchies, de La Madeleine et de Seclin constituaient la plus importante entreprise française de filature de lin et le principal employeur de la petite ville de Pérenchies avec 2 000 ouvriers. La société possédait également des filatures et des tissages de coton.
Ces usines situées dans le territoire occupé par l'Allemagne de 1914 à 1918 à proximité du front, Pérenchies et Seclin n'en étant éloignés que de 3 kilomètres, furent entièrement détruites lors de ce conflit et reconstruites à partir de 1919 grâce aux indemnités de dommages de guerre. 
L’association des entreprises chimique et textile permit l’introduction des fibres artificielles, rayonne, dans les années 1920 et 1930.  
L’entreprise fut absorbée en 1967 par les frères Willot  pour former une société holding, la société foncière et financière Agache Willot, qui absorbe le groupe Boussac Saint-Frères propriétaire des magasins de  la Belle Jardinière, du Bon Marché et de la Maison de haute couture Christian Dior. La société devenue la Financière Agache dépose son bilan en 1981. Après 3  années de soutien par les pouvoirs publics, Bernard Arnault prend en 1984 le contrôle de la Financière Agache qui se spécialise  dans l’industrie du luxe et cède ses activités textiles en 1988 à la Lainière de Roubaix contrôlée par Christian Derveloy.
Les usines Agache ferment en 1990 ce qui est une épreuve pour la ville de Pérenchies où l’entreprise était la principale activité. Le site et les bâtiments de l’usine de Pérenchies sont reconvertis en zone d’activités artisanales.

## Famille Agache
Donat Agache, fondateur de l'entreprise, est le père d'Édouard Agache industriel, d'Edmond Agache (1847-1920) industriel, d'Auguste Agache (1848-1938) architecte et d'Alfred Agache artiste peintre et de Julia (1851-1901) qui épousa Charles Kuhlmann (1841-1881), fils de Frédéric Kuhlmann.  
Édouard Agache, époux d'une fille de Frédéric Kulhmann, prit la succession de son père à la direction de l'entreprise textile et fut également directeur des Établissements Kuhlmann et administrateur de la Compagnie des chemins de fer du Nord. Son fils Donat Agache (1882-1929) lui succéda à la direction des Établissements Kuhlmann. 
Auguste Agache est le père d'Alfred Agache, connu comme architecte et urbaniste.

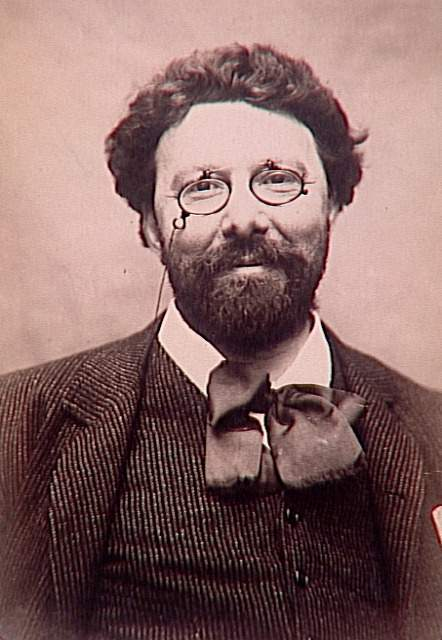
Alfred Agache (peintre)
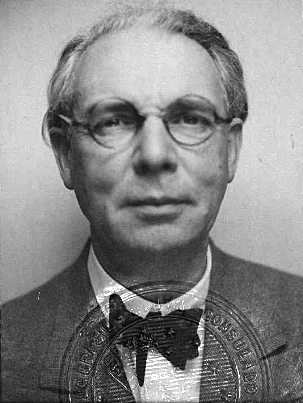
Alfred Agache (urbaniste)